# Орчха (княжество)
Княжество Орчха — одно из индийских княжеств в регионе Бунделкханд на территории современного штата Мадхья-Прадеш. Столица — город Орчха. Основано в 1501 году вождем раджпутского клана Бундела по имени Рудра Пратап Сингх, который стал первым князем Орчхи (1501—1531) и построил Форт Орчха. При британцах, в 1811 году, княжество стало частью Бунделкхандского агентства в составе Агентства Центральной Индии. Княжество просуществовало несколько лет после провозглашения независимости Индии и вошло в Индийский Союз в 1950 году.

## История

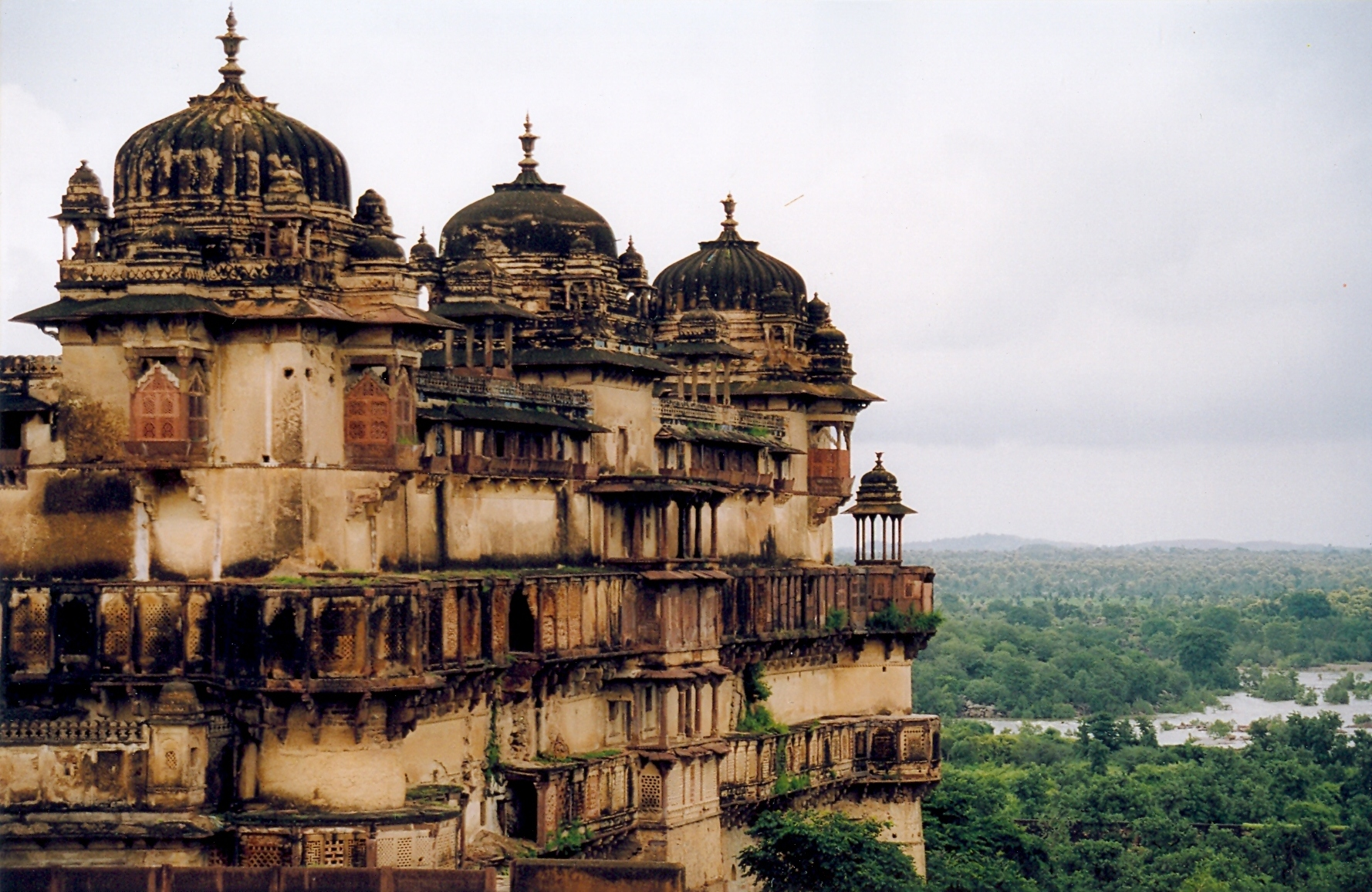
Дворец Джахангир Махал

Во время правления Джахангира, одного из Великих Моголов, его союзник, Бир Сингх Део (1605—1627) правил в Орчхе и при нём княжество достигло вершин своего могущества, здесь были построены знаменитые дворцы, такие, как Джахангир Махал (1605) и Саван Бхадон Махал.
В начале XVII века раджа Джаджхар Сингх восстал против падишаха Могольской империи Шах-Джахана, но был разбит, моголы разорили княжество и оккупировали его с 1635 по 1641 год. В XVIII веке Орчха и Датия стали единственными княжествами, не захваченными маратхами. В 1783 году столицей княжества стал город Тихри (сейчас Тикамгарх, 84 км южнее Орчхи).
В 1901 году княжество входило в состав Бунделкхандского агентства и его площадь составляла 5200 км². с населением 52 634. Это было самое древнее княжество Бунделкханда и высшее по рангу в иерархии княжеств. Махараджи Орчхи получили наследственный титул Первого Князя Бунделкханда. 1 января 1950 года Вир Сингх объединил своё княжество с Индийским Союзом. Княжество стало частью штата Виндхья-Прадеш, который в 1956 году влился в состав штата Мадхья-Прадеш.

## Правители Орчхи
- Раджа Рудра Пратап (1501—1531)
- Раджа Бхаратичанд (1531—1554)
- Раджа Мадхукаршах (1554—1592)
- Раджа Вир Сингх Део (Бир Сингх Део) (1592—1627)
- Раджа Джуджхар Сингх (1627—1636)
- Раджа Деви Сингх (1635—1641)
- Раджа Пахар Сингх (1641—1653)
- Раджа Суджан Сингх I (1653—1672)
- Раджа Индрамани Сингх (1672—1675)
- Раджа Ясвант Сингх (1675—1684)
- Раджа Бхагват Сингх (1684—1689)
- Раджа Удват Сингх (1689—1735)
- Раджа Притхви Сингх (1735—1752)
- Раджа Санвант Сингх (1752—1765)
- Раджа Хати Сингх (1765—1768)
- Раджа Ман Сингх (1768—1775)
- Раджа Бхарти Сингх (1775—1776)
- Раджа Викрамаджит (1776—1817), умер в 1834.
- Раджа Дхарам Пал (1817—1834), умер в 1834.
- Раджа Викрамаджит (повторно в 1834)
- Раджа Теж Сингх (1834—1841)
- Раджа Саджан Сингх (1841—1854)
- Махараджа Хамир Сингх (раджа: 1854—1865, махараджа: 1865 — 15 марта 1874)
- Махараджа Пратап Сингх (июнь 1874 — 3 марта 1930), родился в 1854, умер в 1930.
- Махараджа Вир Сингх (4 марта 1930 — 1 января 1950), родился в 1899, умер в 1956.